# Calanthe whiteana
Calanthe whiteana là một loài thực vật có hoa trong họ Lan. Loài này được King & Pantl. mô tả khoa học đầu tiên năm 1846.